# Conseller Primer
El conseller primer del Govern és un membre del Govern de Catalunya amb competències pròpies, nomenat i separat del càrrec pel President de la Generalitat de Catalunya, donant-ne compte al Parlament. És considerat l'anàleg propi català del càrrec que desenvolupa el primer ministre en altres països europeus i el seu estatus es descriu a l'Estatut d'Autonomia de Catalunya de 2006 com una figura que pot, opcionalment, existir al govern; i es regula per llei del Parlament de Catalunya. El càrrec de Conseller Primer té el tractament d'Honorable Senyor o Honorable Senyora.
El conseller primer del Govern té despatx propi al Palau de la Generalitat de Catalunya a la part edificada el segle xvi per Pere Blai, coneguda com el Cos renaixentista.

## Història
Amb la restitució de la Generalitat republicana es va anar definint aquesta figura de cap de govern tot i que amb diferents terminologies:
- Cap del Consell Executiu, ocupat per Joan Lluhí i Vallescà al segon govern estatutari en 1933.
- Conseller Delegat, ocupat per Carles Pi i Sunyer al segon govern estatutari en 1933.
- Conseller Primer, ocupat per Miquel Santaló i Parvorell, al segon govern estatutari en 1933; i Joan Casanovas i Josep Tarradellas, al tercer govern estatutari en 1933

L'any 2001 el sisè govern de Jordi Pujol restituí aquesta figura amb el nom de Conseller en Cap i l'ocupà Artur Mas, qui, a les següents eleccions, seria el seu successor encapçalant la llista de CiU. La restitució del càrrec va ser interpretada per molts sectors de l'oposició i la societat com una maniobra propagandística del partit governant (CiU) per a enaltir la figura d'Artur Mas i presentar-lo com a successor polític de Pujol, ja que a les següents eleccions es presentaria com a cap de llista de CiU. A la següent legislatura, el govern de Pasqual Maragall va mantenir aquesta figura, que varen ocupar Josep-Lluís Carod-Rovira i Josep Bargalló i Valls; si bé el nom va ser substituït el 17 de març de 2005 pel de Conseller Primer, en considerar que el nom Conseller en Cap designava històricament un càrrec de l'Ajuntament de Barcelona i no de la Generalitat de Catalunya. Després de les eleccions del 2006, el govern de José Montilla no va designar cap Conseller Primer i les seves competències foren assumides pel mateix president i el conseller de la Vicepresidència, Josep Lluís Carod-Rovira.

## Marc Legal
Aquest càrrec va ser regulat per la llei 1/2005 de 31 de març propulsada pel president Pasqual Maragall, càrrec que només ocupa Josep Bargalló. La llei 1/2005 fou derogada pel govern del president Montilla amb l'aprovació de la llei 13/2008 que diferenciava entre la figura de conseller primer i la de vicepresident. Concretament, la principal diferència és que el president, al nomenar el govern, pot nomenar un conseller primer o un vicepresident, però no tots dos. L'altra principal diferència és que, mentre el conseller primer és un membre del govern sense cartera assignada, el vicepresident és, a més de membre del govern, titular d'un departament.
Segons l'article 14 de la Llei 13/2008, del 5 de novembre, de la presidència de la Generalitat i del Govern, les seves principals funcions són:
- Desplegar les directrius generals de l'acció de govern.
- Convocar i presidir el Consell Tècnic del Govern.
- Coordinar i supervisar l'activitat de les delegacions territorials del Govern.
- Suplir i substituir el president o presidenta de la Generalitat.
- Rebre informació de la Secretaria del Govern sobre els projectes de decret elaborats pels departaments abans que no siguin incorporats a l'ordre del dia del Consell Tècnic.
- Complir les funcions de caràcter administratiu i executiu que li assignen les lleis.

## Llista de Consellers Primers
| #                                  | Legislatura                        | Nom                                | Nom                                | Inici mandat                       | Fi mandat                          | Partit polític                     | Partit polític                        |
| Cap del Consell Executiu (1932-33) | Cap del Consell Executiu (1932-33) | Cap del Consell Executiu (1932-33) | Cap del Consell Executiu (1932-33) | Cap del Consell Executiu (1932-33) | Cap del Consell Executiu (1932-33) | Cap del Consell Executiu (1932-33) | Cap del Consell Executiu (1932-33)    |
| ---------------------------------- | ---------------------------------- | ---------------------------------- | ---------------------------------- | ---------------------------------- | ---------------------------------- | ---------------------------------- | ------------------------------------- |
| -                                  | 1932/1933                          |                                    | Joan Lluhí i Vallescà              | 19 de desembre de 1932             | 24 de gener de 1933                |                                    | Esquerra Republicana de Catalunya     |
| Conseller Delegat (1933)           |                                    |                                    |                                    |                                    |                                    |                                    |                                       |
| -                                  | 1932/1933                          |                                    | Carles Pi i Sunyer                 | 24 de gener de 1933                | 4 d'octubre de 1933                |                                    | Esquerra Republicana de Catalunya     |
| Conseller Primer (1933-37)         |                                    |                                    |                                    |                                    |                                    |                                    |                                       |
| -                                  | 1932/1933                          |                                    | Miquel Santaló i Parvorell         | 4 d'octubre de 1933                | 3 de gener de 1934                 |                                    | Esquerra Republicana de Catalunya     |
| -                                  | 1933/1939                          |                                    | Joan Casanovas i Maristany         | 31 de juliol de 1936               | 26 de setembre de 1936             |                                    | Esquerra Republicana de Catalunya     |
| -                                  | 1933/1939                          |                                    | Josep Tarradellas i Joan           | 26 de setembre de 1936             | 5 de maig de 1937                  |                                    | Esquerra Republicana de Catalunya     |
| Conseller en Cap (2001-05)         |                                    |                                    |                                    |                                    |                                    |                                    |                                       |
| 1                                  | VI                                 |                                    | Artur Mas i Gavarró                | 17 de gener de 2001                | 20 de desembre de 2003             |                                    | Convergència Democràtica de Catalunya |
| 2                                  | VII                                |                                    | Josep-Lluís Carod-Rovira           | 20 de desembre de 2003             | 27 de gener de 2004                |                                    | Esquerra Republicana de Catalunya     |
| 3                                  | VII                                | Josep Bargalló                     | Josep Bargalló i Valls             | 20 de febrer de 2004               | 25 d'abril de 2005                 |                                    | Esquerra Republicana de Catalunya     |
| Conseller Primer (2005-06)         |                                    |                                    |                                    |                                    |                                    |                                    |                                       |
| 1                                  | VII                                |                                    | Josep Bargalló i Valls             | 25 d'abril de 2005                 | 11 de maig de 2006                 |                                    | Esquerra Republicana de Catalunya     |